# Bivange
Ne doit pas être confondu avec Buvange ou Bévange.
Bivange (luxembourgeois: Béiweng, allemand: Bivingen) est une section de la commune luxembourgeoise de Roeser située dans le canton d'Esch-sur-Alzette.